# 家産官僚制
家産官僚制（かさんかんりょうせい、英: patrimonial bureaucracy, 独: Patrimonialbürokratie）は、マックス・ヴェーバーが定義した官僚制の分類概念。家産制・家産国家において、支配者（主君）の下で展開された官僚制のこと。対立概念に依法官僚制（legal bureaucracy）がある。
伝統的支配の典型である家産制において支配者がその家産全てを管理することは困難であり、その下で管理を担当する幹部の存在を前提としていた。その経営幹部が近代国家における官僚に相当するが、支配者（国家）とは契約関係に基づきその合法的支配を支える近代官僚制度とは、その意味合いは大きく異なる。
すなわち、
- 家産制における官僚は、主君に従属もしくは隷属している「しもべ」であった。そのため、奴隷や農奴、家人その他の従属民から採用されたり、寵臣と呼ばれる個人的な側近層から採用されたりすることは珍しくなかった。
- 家産制においては国政と支配者個人の家政の分離がされておらず、家政機関の職員である「宮内官」が国家行政に携わることが普通に行われていた。彼らは支配者にかわって彼の家産として扱われていた国家の領土や臣民、時にはそれ以外の周辺領域をも支配していた。
- 家産制における官僚においてもっとも重要視されたのは、支配者からの個人的な信頼関係であって、専門知識などは必要とされていなかった。反対に支配者の信用を失えばたちまちのうちにその保護を失って解任され、失脚や粛清の憂き目にあうことも珍しくは無かった。
- 家産制における官僚は、臣民に対して何ら義務を負うものではなく、その職務は官僚側からの恩恵としてみなされていた。このため、臣民は官僚に対して職務行為に対する謝礼（役得・礼銭）を行うのが当然であって、これらが賄賂とみなされることはなかった。
- 家産制における官僚は支配者から貨幣による給与は受けず、支配者の食卓における給養や支配者の財庫からの実物支給、所領の給付、徴収した租税や手数料の一部の分配、その他役得行為の容認などの形式を採り、そこに国家の財産もしくは収入と支配者個人の財産もしくは収入との区別が存在していない。
- 家産制における官僚の地位はしばしば取引の対象にされた。支配者は個人的な利益や財政上の都合からしばしば官職を商品として売り出し、高値で購入した者をその地位に就けた（売官）。一方、官僚側も官職を収入を得るための手段として私物のように扱い、自己の子孫に継承させたり（世襲）、必要によってはこれを担保や売却に付した。これによって、官僚の地位が世襲財産としての色合いを強め、それに伴って官僚が支配者に対して独立性も強めていった。一方、支配者側は売官によって当該官僚に対する恣意的な解任が困難となり、どうしても解任を行おうとする場合には官職自体を買い戻すか、当該官僚を罪に陥れて強引に官職を剥奪するなどの手法しかなくなった。

こうした家産官僚制は古代エジプト、科挙制度以前の中国、ローマ、ギリシャ帝国、トルコ、絶対主義期のヨーロッパ、モンゴルなどに見られ、日本においても平安時代後期より展開された官司請負制のもとで官職の家産階層化が進み、荘園における職の体系が確立された。ただし、日本の場合には職の体系が重層的（1つの荘園の支配者が複数名おり、そこに上下関係が存在する）に展開されており、ヨーロッパのような封建的主従制は成立せず、独自の封建制を確立させることになった。